# Wólka (Rypin)
Wólka [pronunciación en polaco: /ˈvulka/] es un pueblo en el distrito administrativo de Gmina Skrwilno, dentro del Distrito de Rypin, Voivodato de Cuyavia y Pomerania, en el norte de Polonia. Se encuentra aproximadamente 5 kilómetros al noroeste de Skrwilno, 7 kilómetros al este de Rypin, y 63 kilómetros al este de Toruń.